# Amina Mahamat
 (juillet 2024).
Pour les articles homonymes, voir Mahamat.
Amina Mahamat, née le 17 octobre 1986, est une athlète tchadienne, lanceuse de marteau , perchiste et triple-sauteuse. Elle détient plusieurs records nationaux.

## Records personnels
- Saut à la perche – 1,80 (2003) record tchadien[1]
- Saut à la perche (en salle) – 1,60 (2001) Record tchadien[2]
- Triple saut (en salle) – 7,96 (2001) record tchadien[3]
- Lancer de marteau – 23,22 (2004) Record du Tchad[4]